# Конва, Марек
Марек Конва (пол. Marek Konwa; род. 11 марта 1990, Зелёна-Гура) — польский велогонщик, специалист по циклокроссу и кросс-кантри. Выступает на взрослом международном уровне начиная с 2009 года, многократный чемпион Польши, победитель и призёр международных гонок, участник летних Олимпийских игр в Лондоне и Европейских игр в Баку.

## Биография
Марек Конва родился 11 марта 1990 года в городе Зелёна-Гура Любушского воеводства.
Впервые заявил о себе ещё в сезоне 2006/07 годов, когда стал чемпионом Польши среди юниоров по циклокроссу и занял девятое место на юниорском чемпионате мира.
Первого серьёзного успеха на взрослом международном уровне добился в сезоне 2009/10, когда вошёл в основной состав польской национальной сборной и побывал на чемпионате мира по циклокроссу в Чехии, откуда привёз награду бронзового достоинства. В сезоне 2010/2011 впервые одержал победу на взрослом чемпионате Польши по циклокроссу и впоследствии удерживал это звание в течение многих лет.
Одновременно с этим регулярно выступал и в кросс-кантри, в частности стал пятым на чемпионате мира в Австралии, показал шестой результат на мировом первенстве в Канаде. В 2011 году дебютировал на Кубке мира по маунтинбайку и занял в общем зачёте пятое место, получил серебряную медаль на мировом первенстве в возрастной категории до 23 лет.
Благодаря череде удачных выступлений удостоился права защищать честь страны на летних Олимпийских играх 2012 года в Лондоне — стартовал здесь в зачёте мужского кросс-кантри и расположился в итоговом протоколе соревнований на 16 строке.
После лондонской Олимпиады остался в составе главной велокоманды Польши и продолжил принимать участие в крупнейших международных гонках. Так, в 2014 году выиграл серебряную медаль на университетском чемпионате мира по велоспорту в Бельгии, занял шестнадцатое место в общем зачёте Кубка мира по маунтинбайку.
В 2015 году представлял Польшу на первых Европейских играх в Баку — в итоге занял в кросс-кантрийной гонке 12 место.